# Planodema rufosuturalis
Planodema rufosuturalis là một loài bọ cánh cứng trong họ Cerambycidae.